# خولیا آلوارز
خولیا آلوارِز (به اسپانیایی: Julia Alvarez) (زاده ۲۷ مارس ۱۹۵۰) شاعر و نویسنده آمریکایی دومینیکن‌تبار از خانواده‌ای سیاسی است. او برنده جایزه‌های گوناگونی شده‌است. او با رمان‌های چون چگونه دختران گارسیا لهجه خود را از دست دادند (۱۹۹۱) و در زمانهٔ پروانه‌ها (۱۹۹۴) مشهور شد. آلوارز چندین رمان، مجموعه شعر، ادبیات کودکان و گزیده‌ای از مقالات دارد. او در دانشگاه‌های معروفی چون دانشگاه جورج واشینگتن درس می‌دهد و هم‌اکنون نویسنده-در-محل در کالج میدلبری است.